# 角野友紀 (水球)
角野 友紀（かどの ゆうき、1990年9月14日 - ）は、日本の男子水球選手。2016年リオデジャネイロオリンピックに日本代表として出場するが、グループステージで敗退。翌年からは明治大学附属中野中学校の水球部監督に就任。